# GvA Trofee veldrijden 2010-2011
De Gazet van Antwerpen Trofee Veldrijden 2010-2011 was het 24e seizoen van dit regelmatigheidscriterium in het veldrijden. De wedstrijdserie begon op 3 oktober 2010 en eindigde op 20 februari 2011. 
Sven Nys werd eindwinnaar van deze editie van de Trofee Gazet van Antwerpen.

## Kalender
| Datum      | Locatie                                   | Cat. | Eerste        | Tweede           | Derde         |
| ---------- | ----------------------------------------- | ---- | ------------- | ---------------- | ------------- |
| 03/10/2010 | Namen - Citadelcross                      | C2   | Zdeněk Štybar | Klaas Vantornout | Kevin Pauwels |
| 01/11/2010 | Koppenberg - GP Willy Naessens            | C1   | Sven Nys      | Niels Albert     | Kevin Pauwels |
| 20/11/2010 | Hasselt - GP van Hasselt                  | C2   | Kevin Pauwels | Zdeněk Štybar    | Sven Nys      |
| 11/12/2010 | Essen - GP Rouwmoer                       | C1   | Sven Nys      | Klaas Vantornout | Kevin Pauwels |
| 29/12/2010 | Loenhout - Azencross                      | C1   | Niels Albert  | Sven Nys         | Zdeněk Štybar |
| 01/01/2011 | Baal - GP Sven Nys                        | C1   | Sven Nys      | Zdeněk Štybar    | Niels Albert  |
| 05/02/2011 | Lille - Krawatencross                     | C1   | Kevin Pauwels | Zdeněk Štybar    | Sven Nys      |
| 20/02/2011 | Oostmalle - Internationale Sluitingsprijs | C1   | Niels Albert  | Zdeněk Štybar    | Bart Aernouts |

## Puntenverdeling
De eerste 20 kregen punten aan de hand van de volgende tabel:
| Positie | 1  | 2  | 3  | 4  | 5  | 6  | 7  | 8  | 9  | 10 | 11 | 12 | 13 | 14 | 15 | 16 | 17 | 18 | 19 | 20 |
| Punten  | 25 | 22 | 19 | 17 | 16 | 15 | 14 | 13 | 12 | 11 | 10 | 9  | 8  | 7  | 6  | 5  | 4  | 3  | 2  | 1  |

## Eindklassement (top 10)
| Nr. | Naam             | Punten |
| --- | ---------------- | ------ |
| 1   | Sven Nys         | 169    |
| 2   | Zdeněk Štybar    | 163    |
| 3   | Kevin Pauwels    | 160    |
| 4   | Niels Albert     | 141    |
| 5   | Bart Wellens     | 129    |
| 6   | Klaas Vantornout | 121    |
| 7   | Bart Aernouts    | 90     |
| 8   | Tom Meeusen      | 86     |
| 9   | Rob Peeters      | 81     |
| 10  | Gerben de Knegt  | 66     |

## Uitslagen
| Nr. | Naam                  | Tijd   |
| --- | --------------------- | ------ |
| 1   | Zdeněk Štybar         | 59.31  |
| 2   | Klaas Vantornout      | + 0.08 |
| 3   | Kevin Pauwels         | + 0.31 |
| 4   | Bart Aernouts         | + 0.42 |
| 5   | Bart Wellens          | + 1.06 |
| 6   | Enrico Franzoi        | + 1.14 |
| 7   | Dieter Vanthourenhout | + 2.50 |
| 8   | Francis Mourey        | + 2.57 |
| 9   | Gerben de Knegt       | + 3.10 |
| 10  | Philipp Walsleben     | + 3.23 |

| Nr. | Naam             | Tijd    |
| --- | ---------------- | ------- |
| 1   | Sven Nys         | 1:00.00 |
| 2   | Niels Albert     | + 1.07  |
| 3   | Kevin Pauwels    | + 1.27  |
| 4   | Zdeněk Štybar    | + 2.07  |
| 5   | Klaas Vantornout | + 2.24  |
| 6   | Gerben de Knegt  | + 2.45  |
| 7   | Bart Wellens     | + 3.40  |
| 8   | Bart Aernouts    | + 4.02  |
| 9   | Enrico Franzoi   | + 4.10  |
| 10  | Tom Meeusen      | + 4.24  |

| Nr. | Naam                  | Tijd    |
| --- | --------------------- | ------- |
| 1   | Kevin Pauwels         | 1:01.22 |
| 2   | Zdeněk Štybar         | zt      |
| 3   | Sven Nys              | + 0.03  |
| 4   | Bart Wellens          | + 0.05  |
| 5   | Bart Aernouts         | + 0.05  |
| 6   | Niels Albert          | + 0.10  |
| 7   | Tom Meeusen           | + 0.11  |
| 8   | Radomír Šimůnek       | + 0.13  |
| 9   | Rob Peeters           | + 0.15  |
| 10  | Dieter Vanthourenhout | + 0.15  |

| Nr. | Naam                | Tijd    |
| --- | ------------------- | ------- |
| 1   | Sven Nys            | 1:00.19 |
| 2   | Klaas Vantornout    | + 0.04  |
| 3   | Kevin Pauwels       | + 0.09  |
| 4   | Bart Wellens        | + 0.31  |
| 5   | Niels Albert        | + 0.42  |
| 6   | Sven Vanthourenhout | + 0.50  |
| 7   | Bart Aernouts       | + 1.06  |
| 8   | Gerben de Knegt     | + 1.09  |
| 9   | Rob Peeters         | + 1.25  |
| 10  | Thijs van Amerongen | + 1.26  |

| Nr. | Naam              | Tijd   |
| --- | ----------------- | ------ |
| 1   | Niels Albert      | 56.22  |
| 2   | Sven Nys          | + 0.11 |
| 3   | Zdeněk Štybar     | + 0.47 |
| 4   | Kevin Pauwels     | + 0.52 |
| 5   | Philipp Walsleben | + 0.59 |
| 6   | Bart Wellens      | + 1.12 |
| 7   | Klaas Vantornout  | + 1.21 |
| 8   | Tom Meeusen       | + 1.27 |
| 9   | Jonathan Page     | + 1.28 |
| 10  | Bart Aernouts     | + 1.29 |

| Nr. | Naam             | Tijd   |
| --- | ---------------- | ------ |
| 1   | Sven Nys         | 57.01  |
| 2   | Zdeněk Štybar    | + 0.10 |
| 3   | Niels Albert     | + 1.21 |
| 4   | Klaas Vantornout | + 1.33 |
| 5   | Bart Wellens     | + 1.46 |
| 6   | Martin Zlamalik  | + 1.58 |
| 7   | Kevin Pauwels    | + 2.02 |
| 8   | Tom Meeusen      | + 2.04 |
| 9   | Enrico Franzoi   | + 2.15 |
| 10  | Jan Denuwelaere  | + 2.32 |

| Nr. | Naam                  | Tijd   |
| --- | --------------------- | ------ |
| 1   | Kevin Pauwels         | 58.47  |
| 2   | Zdeněk Štybar         | zt     |
| 3   | Sven Nys              | zt     |
| 4   | Niels Albert          | + 0.02 |
| 5   | Bart Wellens          | + 0.02 |
| 6   | Klaas Vantornout      | + 1.26 |
| 7   | Tom Meeusen           | + 1.31 |
| 8   | Sven Vanthourenhout   | + 1.36 |
| 9   | Dieter Vanthourenhout | + 1.44 |
| 10  | Rob Peeters           | + 2.20 |

| Nr. | Naam             | Tijd   |
| --- | ---------------- | ------ |
| 1   | Niels Albert     | 57.27  |
| 2   | Zdeněk Štybar    | + 0.27 |
| 3   | Bart Aernouts    | + 0.28 |
| 4   | Sven Nys         | + 0.29 |
| 5   | Bart Wellens     | + 0.31 |
| 6   | Rob Peeters      | + 0.34 |
| 7   | Gerben de Knegt  | + 0.35 |
| 8   | Klaas Vantornout | + 0.36 |
| 9   | Kevin Pauwels    | + 0.37 |
| 10  | Tom Meeusen      | + 0.40 |

Kampioenschappen:  Wereldkampioenschappen · 
 Europese kampioenschappen · 
 Belgische kampioenschappen · 
 Nederlandse kampioenschappen
Klassementen:  Wereldbeker · 
 Superprestige · 
 GvA Trofee · 
 TOI TOI Cup · 
 Challenge national
Overig:  Fidea Cyclocross Classics
1987-1988 · 1988-1989 · 1989-1990 · 1990-1991 · 1991-1992 · 1992-1993 · 1993-1994 · 1994-1995 · 1995-1996 · 1996-1997 · 1997-1998 · 1998-1999 · 1999-2000 · 2000-2001 · 2001-2002 · 2002-2003 · 2003-2004 · 2004-2005 · 2005-2006 · 2006-2007 · 2007-2008 · 2008-2009 · 2009-2010 · 2010-2011 · 2011-2012 · 2012-2013 · 2013-2014 · 2014-2015 · 2015-2016 · 2016-2017 · 2017-2018 · 2018-2019 · 2019-2020 · 2020-2021 · 2021-2022 · 2022-2023 · 2023-2024 · 2024-2025